# Tần Lệ Cung công
Tần Lệ Cung công (chữ Hán: 秦厲共公, trị vì 476 TCN-443 TCN), còn gọi là Tần Lạt Cung công (秦剌龚公), Tần Lợi Cung công (秦利龚公), hay Tần Lệ công (秦厲公), tên thật là Doanh Thích (嬴刺), là vị quốc quân thứ 22 của nước Tần - chư hầu nhà Chu trong lịch sử Trung Quốc.
Ông là con của Tần Điệu công, vua thứ 21 của nước Tần. Năm 476 TCN, Điệu công mất, Doanh Thích nối ngôi, tức là Tần Lệ Cung công.

## Trị vì
Năm 475 TCN và 472 TCN, nước Thục và nước Sở sai sứ đến triều cống và thông hiếu với Tần. Năm 471 TCN, hai nước Nghĩa Cừ (義渠) và Miên Chư (綿諸) cũng sai sứ đến triều kiến và dâng lễ vật.
Năm 461 TCN, Lệ công cử 2 vạn quân tấn công nước Đại Lệ, chiếm được kinh đô nước này. Năm 457 TCN, Tần Lệ Cung công đích thân dẫn quân chinh Tây, đánh bại quân Miên Chư.
Năm 456 TCN, nước Tấn tấn công Tần, chiếm Vũ Thành. Cùng năm, Tần Lệ Cung công đặt ra huyện Tần Dương là huyện đầu tiên của nước Tần.
Năm 452 TCN, người cùng họ với Trí Bá nước Tấn (bị 3 họ Hàn, Triệu, Ngụy diệt) là Trí Khai chạy trốn sang nước Tần.
Năm 449 TCN, vua nước Việt sai sứ đến cầu hôn con gái của Tần Lệ Cung công.
Năm 444 TCN, Tần Lệ Cung công đánh nước Nghĩa Cừ, bắt giữ vua nước này.
Năm 443 TCN, Lệ công mất, ở ngôi 34 năm, táng ở Nhân Lý. Con ông là Tần Tháo công lên nối ngôi.